# Scaphiopus holbrookii
El sapo de espuelas oriental (Scaphiopus holbrookii) o  es una especie de anfibio anuro que habita en Norteamérica.

## Distribución geográfica
Se encuentra distribuido por el sudeste de los Estados Unidos excepto en zonas montañosas y también se extiende hacia el norte a lo largo de la costa atlántica del país hasta el sur de Nueva Inglaterra, incluyendo el este de Massachusetts. También se extiende hacia el interior hasta Pennsylvania y Nueva York hasta los montes Apalaches y el valle del río Hudson en Nueva York.

## Descripción
El tamaño medio (cabeza y cuerpo) de un adulto es de 44-57 mm.
El tono de su piel es pardo con dos franjas amarillentas en su espalda. Estas franjas, que comienzan en los párpados superiores, pueden separarse o converger, formando un patrón parecido a una lira o un reloj de arena. Algunos especímenes son muy oscuros, con menos marcas distintivas.
Tiene una especie de espolón (espuela) en cada una de sus patas posteriores que utiliza para excavar.

## Conducta
Pasa la mayor parte de su vida bajo tierra y sólo sale para reproducirse y en ocasiones alimentarse. Durante el invierno permanece en estado de hibernación. Excava madrigueras de forma espiral, preferiblemente en terrenos arenosos.

## Etimología
El nombre científico holbrookii, es un homenaje a John Edwards Holbrook un herpetólogo de los Estados Unidos.